# Pseudostagmatoptera infuscata
Pseudostagmatoptera infuscata är en bönsyrseart som beskrevs av Roger Roy 1973. Pseudostagmatoptera infuscata ingår i släktet Pseudostagmatoptera och familjen Mantidae. Inga underarter finns listade i Catalogue of Life.